# Ruspina
Ruspina (grec antic: Ῥουσπῖνον, llatí: Ruspina o Ruspinum) va ser una ciutat fenícia, cartaginesa i romana, que mencionen Plini el Vell i Claudi Ptolemeu, situada probablement on ara hi ha la ciutat de Monastir, a Tunísia.
La ciutat cartaginesa va quedar sota domini romà després de les guerres púniques. L'any 46 aC, Ruspina va ser la primera ciutat d'Àfrica que es va aliar amb Juli Cèsar durant la segona guerra civil. Aquell mateix any, la batalla de Ruspina, que va tenir lloc a la vista de la ciutat, va ser una victòria per l'aliat de Pompeu, Tit Labiè, encara que Cèsar va aconseguir retirar-se amb una part de l'exèrcit.